# Anoplophora ogasawaraensis
Anoplophora ogasawaraensis là một loài bọ cánh cứng trong họ Cerambycidae.